# فرد جاكسون (لاعب كرة قدم أمريكية)
فرد جاكسون (بالإنجليزية: Fred Jackson)‏ هو لاعب كرة قدم أمريكية أمريكي، ولد في 9 يونيو 1950 في باتون روج في الولايات المتحدة.